# Гай Помптин
Гай Помптин (на латински: Gaius Pomptinus) е политик и сенатор на Римската република през 1 век пр.н.е.

## Политическа кариера
През 71 пр.н.е. той служи като легат на Марк Крас по време на Въстанието на Спартак (73 – 71 пр.н.е.) в Италия. През 63 пр.н.е. е претор и служи на Цицерон. По време на Заговора на Катилина през нощта към 3 декември на Милвийски мост той заедно с претора Луций Валерий Флак хваща документите с писмената декларация, които алоброгите измолват от заговорниците за наградата, която ще трябва да получат за едно тяхно участие.
През 62 пр.н.е. – 60 пр.н.е. Гай Помптин е управител на римската провинция Нарбонска Галия (Трансалпина). Негов легат е Сервий Сулпиций Галба. Бие се успешно против въстаналите алоброги през 61 пр.н.е. През 59 пр.н.е. народният трибун Публий Вациний му пречи да получи триумф.
През 51 пр.н.е. Помптин придружава като легат Цицерон в Киликия.